# 28934 Meagancurrie
28934 Meagancurrie este un asteroid din centura principală de asteroizi.

## Descriere
28934 Meagancurrie este un asteroid din centura principală de asteroizi. A fost descoperit pe 24 septembrie 2000 la Socorro, New Mexico, în cadrul proiectului LINEAR. Asteroidul prezintă o orbită caracterizată de o semiaxă mare de 2,88 ua, o excentricitate de 0,08 și o înclinație de 2,4° în raport cu ecliptica.